# Pete Thomas

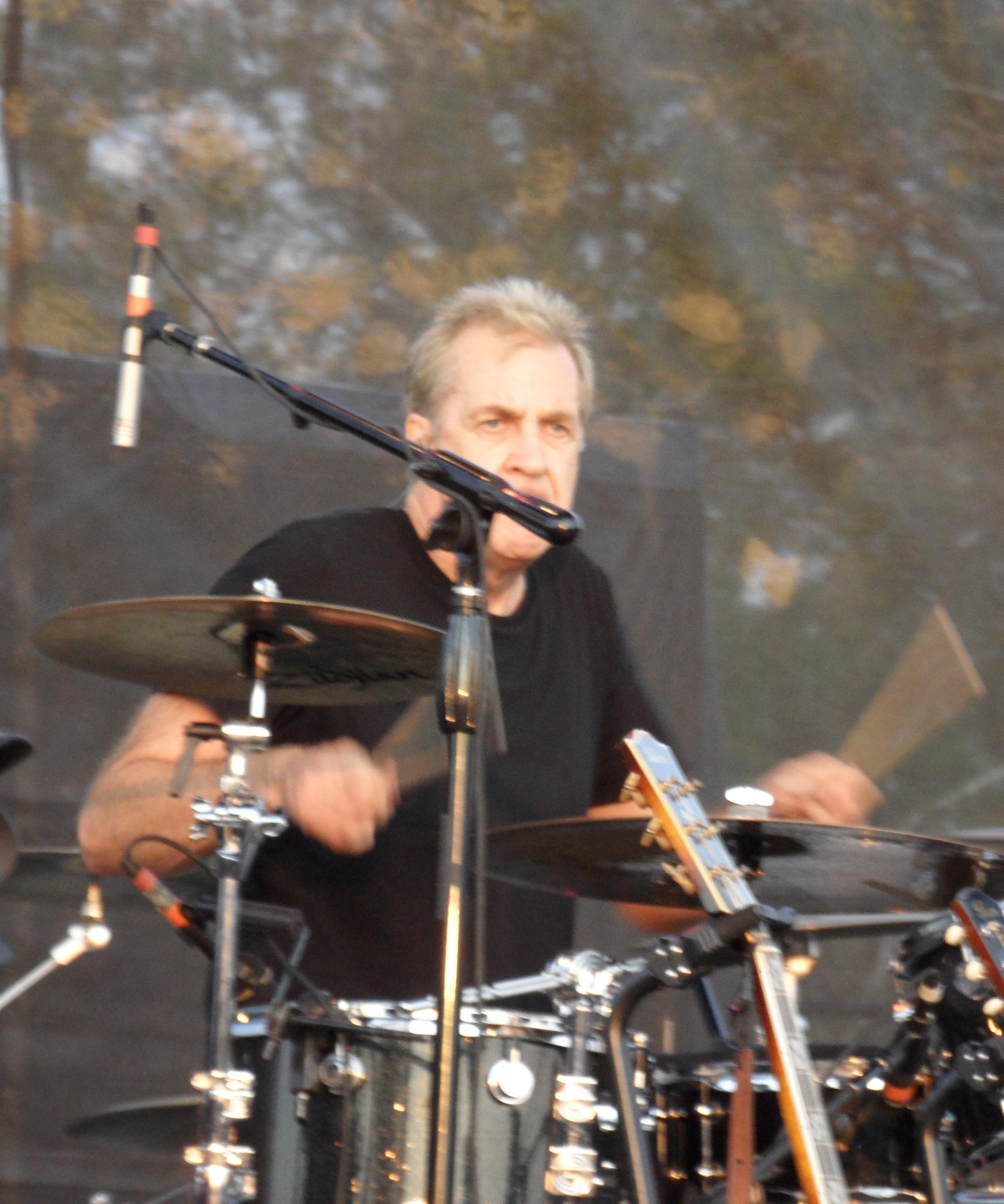
Pete Thomas (2012)

Peter Michael Thomas (* 9. August 1954 in London) ist ein englischer Rock-Schlagzeuger, der vor allem für seine Zusammenarbeit mit Elvis Costello bekannt ist, sowohl als Mitglied seiner Band The Attractions als auch mit Costello als Solokünstler. Neben seiner langen Karriere als Studiomusiker und Tour-Schlagzeuger war er in den 1990er Jahren Mitglied der Band Squeeze.
Tom Waits bezeichnete ihn 2005 als „einen der besten lebenden Rock-Schlagzeuger“.

## Karriere
Thomas gibt an, dass sein Lieblingsalbum und größter Einfluss Are You Experienced von The Jimi Hendrix Experience ist. Er hörte das Album zum ersten Mal im Alter von 14 Jahren und wurde von Mitch Mitchell beeinflusst. Thomas lernte sein Vorbild als Teenager kennen, nachdem er mehrere Tage vor Mitchells Haus gewartet hatte.
Nach frühen Arbeiten mit Chilli Willi and the Red Hot Peppers und John Stewart wurde Thomas 1977 Mitglied von Costello Begleitband The Attractions. Elvis Costello & The Attractions tourten das nächste Jahrzehnt durch die Welt und nahmen zehn Alben auf.
Costello zerstritt sich 1987 mit dem Attractions-Bassisten Bruce Thomas (nicht verwandt mit Pete Thomas) und löste The Attractions auf. Mit Pete Thomas arbeitete er weiter; er spielte Schlagzeug auf den Alben Spike (1989), Mighty Like a Rose (1991) und Kojak Variety und war 1989–1991 Mitglied von Costellos Tourband The Rude 5. Costello spielte ein letztes Mal mit The Attractions auf den Alben Brutal Youth (1994) und All This Useless Beauty (1996).
2001 spielte Costello mit Pete Thomas, Steve Nieve und Bassist Davey Faragher das Album When I Was Cruel ein. Elvis Costello & The Imposters, wie sie später genannt wurden, tourten und nahmen das Album The Delivery Man (2004) auf. Von 2008 bis 2010 war Pete Thomas Mitglied der House-Band für Costellos Fernsehprogramm Spectacle: Elvis Costello mit .... 2003 wurde er als Mitglied von Elvis Costello & the Attractions in die Rock and Roll Hall of Fame aufgenommen.
2015 spielte Pete Thomas im Studio und auf der Tour des Folk-Pop-Duos The Weepies.
Thomas lebt mit seiner Frau Judy in Los Angeles. Ihre Tochter Tennessee (* 1984) ist Schlagzeugerin der Band The Like.

## Studioarbeit
Pete Thomas ist auch ein gefragter Session-Musiker. Er spielte unter vielen anderen für Suzanne Vega, Sheryl Crow, Johnny Cash und John Paul Jones.